# Tyrannus
A Tyrannus a madarak (Aves) osztályának verébalakúak (Passeriformes) rendjébe és a királygébicsfélék (Tyrannidae) családjába tartozó nem.

## Rendszerezésük
A nembet Bernard Germain de Lacépède írta le 1799-ben, az alábbi fajok tartoznak ide:
- Tyrannus niveigularis
- Tyrannus albogularis
- trópusi királygébics (Tyrannus melancholicus)
- Tyrannus couchii
- Tyrannus vociferans
- Tyrannus crassirostris
- arkansasi tirannusz (Tyrannus verticalis)
- keleti királygébics (Tyrannus tyrannus)
- Tyrannus dominicensis
- baráttirannusz (Tyrannus caudifasciatus)
- Tyrannus gabbii[1]
- Tyrannus taylori[1]
- kubai királygébics (Tyrannus cubensis)
- ollósfarkú tirannusz (Tyrannus forficatus)
- villásfarkú tirannusz (Tyrannus savana[2] vagy  Milvulus tyrannus)[1] Vieillot, 1808